# Tegena aprepta
Tegena aprepta är en fjärilsart som beskrevs av Fletcher 1961. Tegena aprepta ingår i släktet Tegena och familjen trågspinnare. Inga underarter finns listade i Catalogue of Life.